# Паськова Горка
Паськова Горка (бел. Паськава Горка) — деревня в Стародорожском районе Минской области, в составе Языльского сельсовета. До 2013 года входила в состав Горковского сельсовета. Население 35 человек (2009).

## География
Паськова Горка находится в 16 км к западу от Старых Дорог. Через деревню проходит автодорога Р43 Слуцк — Старые Дороги — Бобруйск). Местность принадлежит бассейну Днепра, к востоку от деревни течёт река Оресса. Ближайшие ж/д станция в Старых Дорогах и Уречье (линия Осиповичи — Слуцк).

## Достопримечательности
- Почтовая станция. Историческая почтовая станция на тракте Бобруйск — Слуцк. Построена во второй половине XIX века[1]. Включает станционный дом, служебный флигель, ограду, конюшни, амбар.